# مجتمع البحث على الإنترنت
مجتمع البحث على الإنترنت (جزءٌ من بحث 2.0) هو جزء من مجالٍ ناشئ من أبحاث السوق مستمر في التطور يستغل التطورات في تقنيات ويب 2.0 ومجتمعات الإنترنت. وهو يتيح إجراء البحوث النوعية بكفاءةٍ وعمقٍ عبر الإنترنت.
تتيح مجتمعات الإنترنت العامة والخاصة فرصًا للبحث، ولكن العديد من العلامات التجارية تستشعر القلق من تبادل معلومات الشركة بشكلٍ منفتح. لذا، قد يكمن الحل في مجتمعات الإنترنت الخاصة ذات نظام الدعوات فقط، والتي تركز على علامةٍ تجارية واحدة أو شريحة من العملاء. يمكن أيضًا لهذه المجتمعات الخاصة إشراك مجموعات العملاء أو المستهلكين المستهدفة الذين قد يكون من الصعب الوصول إليهم باستخدام المنهجيات التقليدية المنعزلة. يستمتع المستخدمون بهذا النهج البحثي الجديد الأكثر تشاركًا، كما أن التفاعل مع المستخدمين الآخرين يعيد تقديم السياق الاجتماعي الذي يكون عادةً غائبًا عن مناهج البحث الأخرى التي يكون فيها المستخدم فردًا منعزلاً.
تستفيد العلامات التجارية أيضًا من مجتمعات الإنترنت من خلال وجودهم على استعداد لإجابة الأسئلة واختبار الفرضيات والملاحظة. ويمكن لتكنولوجيا الإنترنت أن تتكيف مع أي احتياجات بحثية تقريبًا، سواء كانت تلك التي تعرض مواد تحفيز إبداعية، أو تجمع الأفكار من أجل الابتكار والإبداع التعاوني عندما تحتاج إلى ذلك. ويجلب الاتصال الذي يتم من خلال شبكات الإنترنت إمكانيات جديدة لدعم عمليات التفكير. وبانضمام مجموعة من الأفراد إلى المشروع، يمكن للأبحاث مواكبة عمليات التطوير الداخلية، مما يتيح حلقةً من ردود فعل المستخدمين تمكن من التحقق من أفكار جديدة، مثل تطوير المنتجات منذ بداية الفكرة حتى إطلاق المنتج.
في مجتمع البحث على الإنترنت، يتحدث الأعضاء مع بعضهم البعض (بدلاً من التحدث مع أحد يجيب عن الأسئلة) - حيث يتبادلون الأفكار ويناقشون القضايا مع بعضهم البعض وعلى عكس لجنة الخبراء، فإن هذا المجتمع يتيح لك مشاهدة كيفية تفاعل الناس ويجعلهم يطرحون الأسئلة التي تريد أنت طرحها. يمكنك الحصول على ردودٍ أكثر ثراءً لأنه يكون بمقدورك أن ترى كيف يتحدث الأعضاء عن القضايا، وما هي لهجة الحوار التي يستخدمونها. يمكنك رؤية الأسئلة التي يسألونها لبعضهم البعض، والتي قد لا تكون الأسئلة التي كنت ستسألها لهم. الأمر كله يدور حول رؤية الأعضاء وهم داخل إطارهم الاجتماعي. دون هذا التفاعل، وهذا الإحساس بالانتماء للمجتمع، يكون ما لديك أساسًا هو لجنةٌ مكلفة بالإجابة عن أسئلة. وبذلك يكون المجتمع عبارة عن أناس يجيبون عن الأسئلة بمعزلٍ عن بعضهم البعض. فلا ترى كيف يتفاعلون مع الآخرين، ولا يمكنك أن تفهم لماذا يعطون مثل تلك الردود التي يفعلونها.

## وصلات خارجية
- Virtual Worlds and Reality, Marketing Week, July 2008
- Research 2.0, ResearchTalk
- Research 2.0 Conference, Research Magazine